# Hoori
Hoori (火遠理命 (Hỏa Viễn Lý Mệnh) Hoori no mikoto), còn được gọi là Hikohohodemi no Mikoto là một vị thần trong thần thoại Nhật Bản. Ông là con trai út của thần (kami) Ninigi-no-Mikoto và công chúa hoa nở Konohanasakuya-hime. Ông là một trong các tổ tiên của các Thiên hoàng Nhật Bản. Ông còn có tên là Hohodemi và Yamasachihiko (tức là hoàng tử của sự thịnh vượng).
Truyền thuyết về Hoori được chép cả trong Cổ sự ký và Nhật Bản thư kỷ. Hoori làm nghề săn bắt. Ông tranh cãi với anh trai Hoderi làm nghề đánh cá về một lưỡi câu Hoori đã ép anh trai mình cho mượn rồi đánh mất. Hoderi cho rằng Hoori nên trả lại đúng chiếc lưỡi câu đó và không chấp nhận một chiếc khác (anh tin rằng mỗi công cụ đều có linh hồn nên nó là độc nhất vô nhị). Hoori phải lặn xuống đáy biển tìm mà vẫn không thấy. Nhưng anh lại tìm thấy Toyotama-hime (Công chúa Toyotama), con gái của thần biển Ryūjin. Thần biển giúp Hoori tìm lưỡi câu của Hoderi, sau đó Hoori kết hôn với con gái thần biển Toyotamahime.
Hoori sống ba năm cùng vợ trong một cung điện dưới biển khơi, nhưng rồi Hoori cảm thấy nhớ nhà và muốn quay lại cố hương. Anh trai chàng tha thứ sau khi được nhận lại lưỡi câu, và Toyotamahime hạ sinh một đứa con trai đặt tên là Ugayafukiaezu. Trong khi Toyotamahime lâm bồn, nàng bắt Hoori phải thề không được cố xem hình dạng thực của mình. Nhưng chàng không giữ lời và phát hiện ra hình dạng thực của nàng là một con rồng hay wani. Nàng xấu hổ nên quay về với cha và không bao giờ quay lại. Ugayafukiaezu được em gái của Toyotama-hime nuôi lớn rồi Ugayafukiaezu kết hôn luôn với nàng. Em gái của Toyotama-hime hạ sinh Thiên hoàng Jimmu, Thiên hoàng đầu tiên của nước Nhật. Hoori trị vì tại Takachiho, tỉnh Hyuga trong suốt 560 năm.
Việc thờ cúng Hoori thường đi kèm với thờ cúng cha mẹ và vợ ông. Ông được coi là vị thần của ngũ cốc. Trong thần thoại, chữ ho (火, hỏa) trong tên ông có nghĩa là lửa, nhưng về mặt từ nguyên còn có một chữ khác cũng phát âm là ho (穂), dùng để chỉ ngũ cốc, đặc biệt là gạo. Ori (折り, trĩu) miêu tả một cây lúa đã quá nặng bông trĩu xuống vì sức nặng của mình. Biệt danh Hohodemi của ông có nghĩa là được mùa.
Theo truyện dân gian, Hoori thường được biết đến với cái tên Yamahasachihiko cùng chuyến du hành xuống cung điện thần biển. Vợ ông, con gái của thần Ryūjin, còn được gọi là Otohime (乙姫 (Ất Cơ)).

## Link liên quan
- Chuyện Hoderi và Hoori Lưu trữ ngày 30 tháng 1 năm 2005 tại Wayback Machine từ sách Thần thoại và huyền tích Nhật Bản của F. Hadland Davis